# Walter Houser Brattain

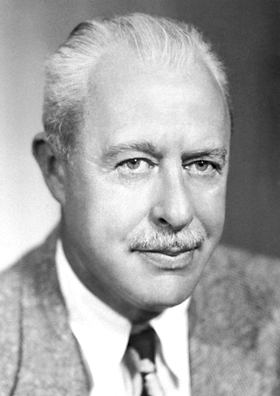
Walter H. Brattain (1956)

Walter Houser Brattain (* 10. Februar 1902 in Amoy, Kaiserreich China; † 13. Oktober 1987 in Seattle, Washington) war ein US-amerikanischer Physiker und Nobelpreisträger.

## Leben

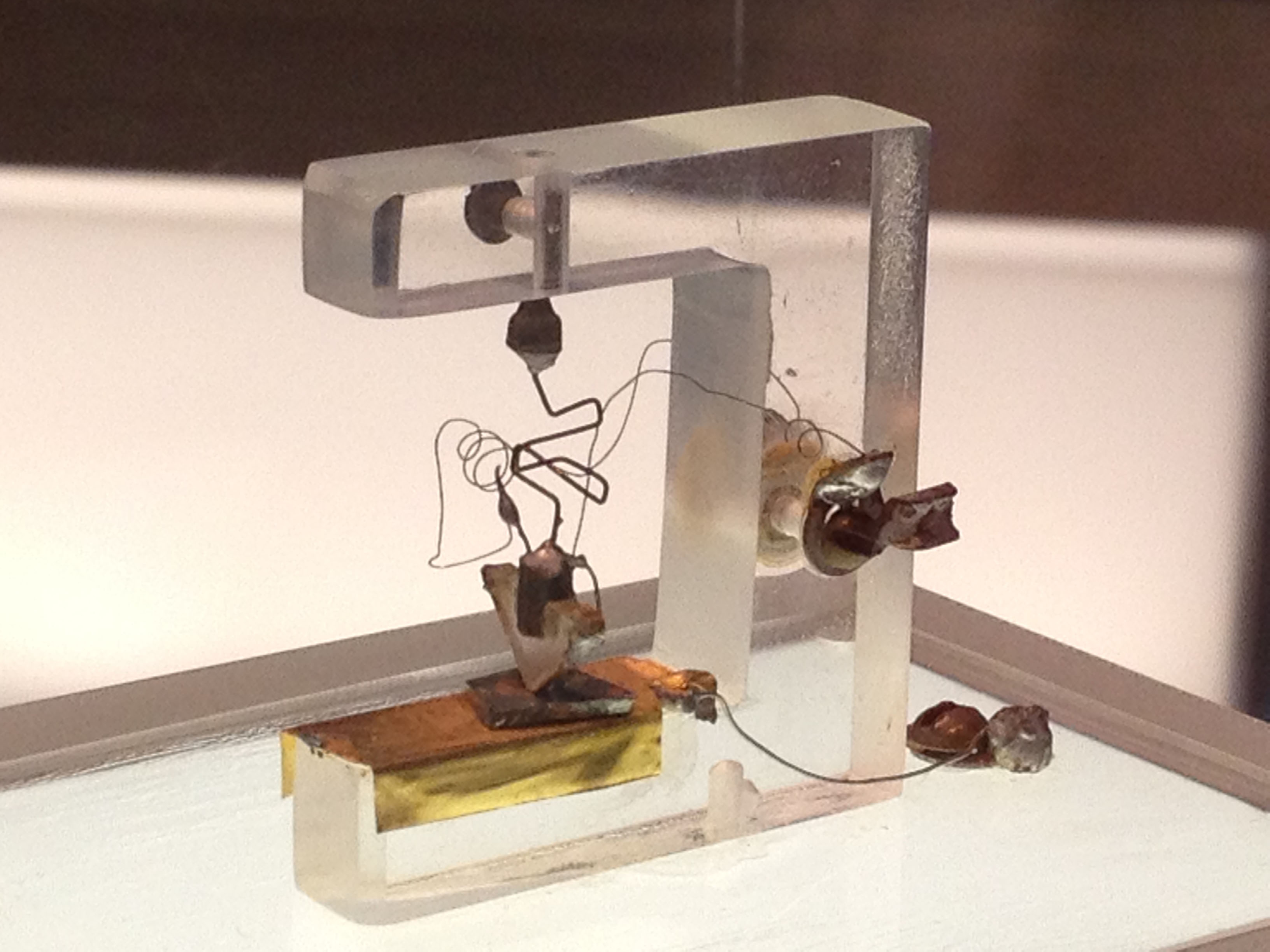
Der erste Transistor der Welt, gebaut am 16. Dezember 1947 von Walter Brattain, Original ausgestellt in den Bell Laboratories

Walter Brattain wurde als Sohn von Ross Rudolph Brattain und Ottilie Anna (geb. Houser) in Amoy (heute Xiamen) in China geboren. Er wuchs im Bundesstaat Washington auf und erwarb 1924 seinen B.S. am Whitman College und 1926 den M.A. an der University of Oregon. In den Jahren 1928/29 war er Physiker am National Bureau of Standards. Nach der Promotion 1929 an der University of Minnesota wechselte er an die Bell Laboratories, wo er 1967 in den Ruhestand ging.
Im Zweiten Weltkrieg forschte er von 1941 bis 1943 an der Columbia University. Von 1967 bis 1972 war er Gastprofessor am Whitman College und 1951/52 an der Harvard University. Von 1960 bis 1966 war er im Naval Research Advisory Committee der US-Marine und von 1966 bis 1968 an deren Naval Ordnance Test Station.
Brattain heiratete 1935 Dr. Keren (Gilmore) Brattain, mit der er einen Sohn (William Gilmore Brattain) hatte, und 1958 Emma Jane (Kirsch) Miller.

## Werk
Brattain beschäftigte sich vorwiegend mit den Oberflächeneigenschaften von Festkörpern. Nach ersten Untersuchungen an Wolfram galt sein Interesse vor allem Oberflächeneffekten an Halbleitern wie Silicium und Germanium, zu deren besserem Verständnis er wesentliche Beiträge lieferte. Zusammen mit John Bardeen entwickelte er den Punktkontakttransistor.
Brattain erhielt 1956 zusammen mit William B. Shockley und John Bardeen den Nobelpreis für Physik „für ihre Untersuchungen über Halbleiter und ihre Entdeckung des Transistoreffekts“.

## Auszeichnungen
- Stuart-Ballantine-Medaille, Franklin Institute, 1952
- John-Scott-Medaille, 1955
- Nobelpreis für Physik, 1956
- Mitglied der American Academy of Arts and Sciences, 1956
- Mitglied der National Academy of Sciences, 1959